# Transglutaminase
A transglutaminase tissular é uma enzima de múltiplas funções, agindo na apoptose, na diferenciação celular, na fusão do fibrinogênio como parte da cascata de coagulação, na formação do citoesqueleto da membrana celular. As ligações protéicas cruzadas catalisadas pela transglutaminase participam na estabilização dos corpos apoptóticos. Previnem o extravasamento do seu conteúdo e conseqüente ativação inflamatória e exposição de proteínas próprias que poderiam levar a um processo de autoimunidade.

A transglutaminase microbiana é uma enzima utilizada na indústria alimentícia para alterar a consistência do alimento original, através da polimerização das proteínas.  Uma das principais ações da transglutaminase é catalisar a ligação entre o grupo ε-amino de um resíduo de lisina com o grupo γ-carboxamida (acila) de um resíduo de glutamina, criando uma ponte intra ou intermolecular altamente resistente à proteólise. Isto resulta na formação de ligações covalentes entre aminoácidos da mesma proteína e entre várias moléculas de proteínas, promovendo a sua polimerização.

A transglutaminase microbiana começou a ser usada na indústria alimentícia para preparação de alimentos como o kamaboko, uma pasta de peixe tradicional no Japão. A realização de algumas pesquisas pelos laboratórios de pesquisa alimentar em Kawasaki (Life Science Laboratories) da Ajinomoto no Japão, no final dos anos 80 com a transglutaminase microbiana do Streptoverticillium mobaraense incentivou seu uso para outras aplicações.  A polimerização de proteínas com a transglutaminase é utilizada na indústria de laticínios para diminuir a sinérese e aumentar a viscosidade e a consistência dos queijos de coalho e iogurtes. Já se demonstrou que o tratamento com a transglutaminase reduz a alergenicidade de alimentos como o trigo e o leite de vaca, sendo uma estratégia promissora para a criação de alergoides para dessensibilização.